# Departamentul Haut-Komo
Departamentul Haut-Komo este un departament din provincia Woleu-Ntem  din Gabon. Reședința sa este orașul Ndindi.